# Don Creech
Don Creech (Tampa, 30 ottobre 1948) è un attore e doppiatore statunitense.
È principalmente conosciuto per aver doppiato Nigel West Dickens in Red Dead Redemption, Red Dead Redemption: Undead Nightmare e nel film TV Red Dead Redemption: The Man from Blackwater. È inoltre apparso in numerosi film e serie TV.
È conosciuto specialmente per aver interpretato il prof. Timothy Sweeney nella serie televisiva Ned - Scuola di sopravvivenza.

## Filmografia parziale

### Cinema
- Léon, regia di Luc Besson (1994)
- Amori e disastri (Flirting with Disaster), regia di David O. Russell (1996)
- La follia di Henry (Henry Fool), regia di Hal Hartley (1997)
- 8mm - Delitto a luci rosse (8MM), regia di Joel Schumacher (1999)
- The Island, regia di Michael Bay (2005)
- Good Night, and Good Luck., regia di George Clooney (2005)
- Il curioso caso di Benjamin Button (The Curious Case of Benjamin Button), regia di David Fincher (2008)
- X-Men - L'inizio (X: First Class), regia di Matthew Vaughn (2011)
- Moments of Clarity, regia di Stev Elam (2016)

### Televisione
- CSI: Miami - serie TV, episodio 1x03 (2002)
- Ned - Scuola di sopravvivenza (Ned's Declassified School Survival Guide) - serie TV, 41 episodi (2004-2007)

## Doppiatori italiani
Nelle versioni in italiano delle opere in cui ha recitato, Don Creech è stato doppiato da:
- Diego Reggente in Law & Order - I due volti della giustizia (ep. 4x22)
- Paolo Buglioni in Law & Order - I due volti della giustizia (ep. 7x15)
- Renato Cecchetto in Law & Order - Unità vittime speciali
- Enrico Di Troia in Léon
- Domenico Brioschi in Law & Order: Criminal Intent
- Pietro Biondi in CSI: Miami
- Maurizio Scattorin in Ned - Scuola di sopravvivenza
- Francesco Orlando in How I Met Your Mother
- Gabriele Martini in Criminal Minds
- Carlo Reali in X-Men - L'inizio
- Sergio Di Giulio in Justified